# مارك شابلن
مارك شابلن هو سياسي كندي، ولد في 1856، وتوفي في 1929.